# دلیجه
دِلیجه یا موش‌خوار (نام علمی: Kestrel) پرنده‌ای شکاری از سرده شاهین است که در آسیا، اروپا و آفریقا زندگی می‌کند. دلیجه چند گونه دارد که دو گونه دلیجه معمولی و دلیجه کوچک در بیشتر مناطق ایران، در دشت‌ها و کشتزارها و حتی در شهرهای بزرگ مانند تهران، به‌صورت مهاجر و بومی، دیده می‌شوند.

## رفتار
دلیجه از جوندگانی مانند وُل (جانوری شبیه به موش)، پرندگان کوچک و همچنین، حشرات و خزندگان تغذیه می‌کند. این پرنده، هنگام شکار، روی محل مرتفعی می‌نشیند یا در هوا به‌صورت درجا بال می‌زند، و اگر باد بوزد، با حرکات ظریف و دقیق پر و بال، خود را در هوا شناور نگه می‌دارد، آنگاه شیرجه می‌رود و طعمه‌ای را که یافته است شکار می‌کند.

#### تولیدمثل
دلیجه بیشتر روی درخت لانه‌سازی می‌کند و بیشتر از لانه‌های خالی پرندگان دیگر استفاده می‌کند. معمولاً بین ۳ تا ۷ تخم می‌گذارد و طبق شواهد والدین حداقل دو جوجه را به بلوغ می‌رسانند. فصل تخم‌گذاری و جوجه آوری این پرنده نیز مثل اکثر پرنده‌ها و جانداران بهار است. اوایل اردیبهشت تخم‌گذاری می‌کند. ۲۸ تا۳۲ روز روی تخم‌ها می‌خوابد و تا اوایل تابستان جوجه‌های خود را به طبیعت تحویل می‌دهد. جوجه‌ها بعد از ۵ تا۶ هفته لانه را ترک می‌کنند و چالش‌های جدید خود را آغاز می‌کنند. این پرنده از دسته شاهین‌ها بوده و شکاری است.